# Navier-Stokes-Gleichungen
Die Navier-Stokes-Gleichungen [navˈjeː stəʊks] (nach Claude Louis Marie Henri Navier und George Gabriel Stokes) sind ein mathematisches Modell der Strömung von linear-viskosen newtonschen Flüssigkeiten und Gasen (Fluiden). Die Gleichungen sind eine Erweiterung der Euler-Gleichungen der Strömungsmechanik um Viskosität beschreibende Terme.
Im engeren Sinne, insbesondere in der Physik, ist mit den Navier-Stokes-Gleichungen die Impulsgleichung für Strömungen gemeint. Im weiteren Sinne, insbesondere in der numerischen Strömungsmechanik wird diese Impulsgleichung um die Kontinuitätsgleichung und die Energiegleichung erweitert und bildet dann ein System von nichtlinearen partiellen Differentialgleichungen zweiter Ordnung. Dieses ist das grundlegende mathematische Modell der Strömungsmechanik. Insbesondere bilden die Gleichungen Turbulenz und Grenzschichten ab. Eine Entdimensionalisierung der Navier-Stokes-Gleichungen liefert diverse dimensionslose Kennzahlen wie die Reynolds-Zahl oder die Prandtl-Zahl.
Die Navier-Stokes-Gleichungen bilden das Verhalten von Wasser, Luft und Ölen ab und werden daher in diskretisierter Form bei der Entwicklung von Fahrzeugen wie Autos und Flugzeugen angewendet. Dies geschieht in Näherungsform, da keine exakten analytischen Lösungen für diese komplizierten Anwendungsfälle bekannt sind.
Unabhängig von ihrer Bedeutung für die Physik stellen die Gleichungen auch eine mathematische Herausforderung dar: Es ist nicht bekannt, ob es für den allgemeinen dreidimensionalen Fall eine überall definierte glatte (eindeutige) Lösung gibt – dies konnte bislang weder bewiesen noch widerlegt werden. Diese Frage gehört zu den wichtigsten ungelösten mathematischen Problemen und ist eines der sieben Millennium-Probleme.

## Geschichte
Isaac Newton veröffentlichte 1686 seine dreibändige Principia mit den Bewegungsgesetzen und definierte zudem im zweiten Buch die Viskosität einer linear viskosen (heute: newtonschen) Flüssigkeit. 1755 leitete Leonhard Euler aus den Bewegungsgesetzen die Euler-Gleichungen her, mit denen sich das Verhalten viskositätsfreier Fluide (Flüssigkeiten und Gase) berechnen lässt. Voraussetzung dafür war seine bis heute gültige Definition des Drucks in einem Fluid. Jean-Baptiste le Rond d’Alembert (1717–1783) führte die eulersche Betrachtungsweise ein, leitete die lokale Massenbilanz her und formulierte das d’Alembertsche Paradoxon, gemäß dem von der Strömung viskositätsfreier Flüssigkeiten auf einen Körper keine Kraft in Richtung der Strömung ausgeübt wird (was Euler schon vorher bewiesen hatte). Wegen dieser und anderer Paradoxien viskositätsfreier Strömungen war klar, dass die Euler’schen Bewegungsgleichungen zu ergänzen sind.
Claude Louis Marie Henri Navier, Siméon Denis Poisson, Barré de Saint-Venant und George Gabriel Stokes formulierten unabhängig voneinander in der ersten Hälfte des 19. Jahrhunderts den Impulssatz für newtonsche Fluide in differentieller Form. Navier (1827) und Poisson (1831) stellten die Impulsgleichungen nach Betrachtungen über die Wirkung von intermolekularen Kräften auf. 1843 veröffentlichte Barré de Saint-Venant eine Herleitung der Impulsgleichungen aus Newtons linearem Viskositätsansatz, zwei Jahre bevor Stokes dies (1845) tat. Es setzte sich allerdings der Name Navier-Stokes-Gleichungen für die Impulsgleichungen durch.
Einen wesentlichen Fortschritt im theoretischen und praktischen Verständnis viskoser Fluide lieferte Ludwig Prandtl 1904 mit seiner Grenzschichttheorie. Ab Mitte des 20. Jahrhunderts entwickelte sich die numerische Strömungsmechanik so weit, dass mit ihrer Hilfe für praktische Probleme Lösungen der Navier-Stokes-Gleichungen gefunden werden können, die – wie sich zeigt – gut mit den realen Strömungsvorgängen übereinstimmen.

## Formulierung

### Impulsgleichung
Die Navier-Stokes-Gleichung im engeren Sinne ist der Impulssatz als Anwendung der newtonschen Axiome auf ein Kontinuum. Eine verwendete Form für kompressible Fluide ist:
{\displaystyle \rho {\frac {\mathrm {D} {\vec {v}}}{\mathrm {D} t}}=\rho \left({\frac {\partial {\vec {v}}}{\partial t}}+({\vec {v}}\cdot \nabla ){\vec {v}}\right)=-\nabla p+\mu \Delta {\vec {v}}+(\lambda +\mu )\nabla (\nabla \cdot {\vec {v}})+{\vec {f}}.}
Hier ist
- {\displaystyle \rho } die Dichte,
- {\displaystyle {\vec {v}}} die Geschwindigkeit eines Teilchens in der Strömung,
- {\displaystyle {\tfrac {\mathrm {D} }{\mathrm {D} t}}} genauso wie der Überpunkt {\displaystyle {\dot {}}} unten sind die substantielle Zeitableitung, definiert als {\displaystyle {\tfrac {\partial }{\partial t}}+{\vec {v}}\cdot \nabla },
- {\displaystyle {\tfrac {\partial }{\partial t}}} die partielle Ableitung nach der Zeit bei festgehaltenem Ort des Fluidelements,
- {\displaystyle \cdot } das (formale) Skalarprodukt, {\displaystyle \nabla } der Nabla-Operator und {\displaystyle \Delta } der Laplace-Operator,
- {\displaystyle p} der (statische) Druck,
- {\displaystyle \mu } und {\displaystyle \lambda } sind die dynamische Viskosität ({\displaystyle \mu }) und die Volumenviskosität ({\displaystyle \lambda }),
- {\displaystyle {\vec {f}}} ist die Volumenkraftdichte (bspw. Gravitation oder Corioliskraft), jeweils bezogen auf das Einheitsvolumen und besitzt die SI-Einheit Newton/Kubikmeter.

In der Literatur werden {\displaystyle \mu } und {\displaystyle \lambda } auch als Lamé-Viskositäts-Konstanten bezeichnet. Sie sind nicht zu verwechseln mit den Lamé-Konstanten im Rahmen der Kontinuumsmechanik.
Der auf der linken Seite stehende Term {\displaystyle {\tfrac {\mathrm {D} {\vec {v}}}{\mathrm {D} t}}} ist die substantielle Beschleunigung der Fluidelemente und der mit dem Nabla-Operator gebildete Term stellt ihren konvektiven Anteil dar. Das Skalarprodukt  {\displaystyle {\vec {v}}\cdot \nabla } definiert einen neuen, skalaren Differentialoperator {\displaystyle \sum v_{i}{\tfrac {\partial }{\partial x_{i}}}}, sodass {\displaystyle ({\vec {v}}\cdot \nabla ){\vec {v}}=J_{\vec {v}}\cdot {\vec {v}}} ist, wobei {\displaystyle J_{\vec {v}}} die Jacobimatrix von {\displaystyle {\vec {v}}} bezeichnet.
Eine andere Schreibweise für die in der Literatur verwendete Form ist:
{\displaystyle \rho {\dot {\vec {v}}}=\rho \left({\frac {\partial {\vec {v}}}{\partial t}}+({\vec {v}}\cdot \nabla ){\vec {v}}\right)=-\nabla p+\mu \Delta {\vec {v}}+\left(\zeta +{\frac {\mu }{3}}\right)\nabla (\nabla \cdot {\vec {v}})+{\vec {f}}.}
Darin ist {\displaystyle \zeta } die Volumenviskosität. Mit der Kontinuitätsgleichung und Anwendung der Stokes’schen Hypothese {\displaystyle \zeta =0} wird hieraus die Gleichung für die Impulsdichte {\displaystyle {\vec {m}}=\rho {\vec {v}}}:
{\displaystyle {\frac {\partial {\vec {m}}}{\partial t}}+\nabla \cdot ({\vec {v}}\otimes {\vec {m}})=-\nabla p+\mu \Delta {\vec {v}}+{\frac {\mu }{3}}\nabla (\nabla \cdot {\vec {v}})+{\vec {f}}.}
Das Rechenzeichen {\displaystyle \otimes } bildet das dyadische Produkt. Zur Vervollständigung der Gleichungen müssen noch die Massenbilanz oder Kontinuitätsgleichung (der Massenerhaltungssatz) und bei Gasen die Energiebilanz (der Energieerhaltungssatz) hinzugefügt werden. Je nach weiteren Annahmen, die an das Fluid gestellt werden, ergibt sich das vollständige System in unterschiedlicher Form. Die am häufigsten verwendete Form sind die Navier-Stokes-Gleichungen für inkompressible Fluide, denn sie sind für Unterschallströmungen gut geeignet und ihre Berechnung ist einfacher als die kompressibler Fluide.

#### Impulsgleichung in Komponenten
Die Vektorform der Gleichungen gelten in jedem Koordinatensystem. Hier sollen die Komponentengleichungen der Impulsgleichung speziell für kartesische Koordinaten angegeben werden.
{\displaystyle {\begin{aligned}&{\frac {\partial (\rho v_{x})}{\partial t}}+{\frac {\partial (\rho v_{x}^{2})}{\partial x}}+{\frac {\partial (\rho v_{x}v_{y})}{\partial y}}+{\frac {\partial (\rho v_{x}v_{z})}{\partial z}}=\dotsm \\&\qquad \dotsm =-{\frac {\partial p}{\partial x}}+{\frac {\partial }{\partial x}}\left[\mu \left(2{\frac {\partial v_{x}}{\partial x}}-{\frac {2}{3}}(\nabla \cdot {\vec {v}})\right)\right]+{\frac {\partial }{\partial y}}\left[\mu \left({\frac {\partial v_{x}}{\partial y}}+{\frac {\partial v_{y}}{\partial x}}\right)\right]+{\frac {\partial }{\partial z}}\left[\mu \left({\frac {\partial v_{x}}{\partial z}}+{\frac {\partial v_{z}}{\partial x}}\right)\right]+f_{x}\\&{\frac {\partial (\rho v_{y})}{\partial t}}+{\frac {\partial (\rho v_{x}v_{y})}{\partial x}}+{\frac {\partial (\rho v_{y}^{2})}{\partial y}}+{\frac {\partial (\rho v_{y}v_{z})}{\partial z}}=\dotsm \\&\qquad \dotsm =-{\frac {\partial p}{\partial y}}+{\frac {\partial }{\partial x}}\left[\mu \left({\frac {\partial v_{y}}{\partial x}}+{\frac {\partial v_{x}}{\partial y}}\right)\right]+{\frac {\partial }{\partial y}}\left[\mu \left(2{\frac {\partial v_{y}}{\partial y}}-{\frac {2}{3}}(\nabla \cdot {\vec {v}})\right)\right]+{\frac {\partial }{\partial z}}\left[\mu \left({\frac {\partial v_{y}}{\partial z}}+{\frac {\partial v_{z}}{\partial y}}\right)\right]+f_{y}\\&{\frac {\partial (\rho v_{z})}{\partial t}}+{\frac {\partial (\rho v_{x}v_{z})}{\partial x}}+{\frac {\partial (\rho v_{y}v_{z})}{\partial y}}+{\frac {\partial (\rho v_{z}^{2})}{\partial z}}=\dotsm \\&\qquad \dotsm =-{\frac {\partial p}{\partial z}}+{\frac {\partial }{\partial x}}\left[\mu \left({\frac {\partial v_{z}}{\partial x}}+{\frac {\partial v_{x}}{\partial z}}\right)\right]+{\frac {\partial }{\partial y}}\left[\mu \left({\frac {\partial v_{z}}{\partial y}}+{\frac {\partial v_{y}}{\partial z}}\right)\right]+{\frac {\partial }{\partial z}}\left[\mu \left(2{\frac {\partial v_{z}}{\partial z}}-{\frac {2}{3}}(\nabla \cdot {\vec {v}})\right)\right]+f_{z}\end{aligned}}}
Darin sind {\displaystyle v_{x,y,z}} und {\displaystyle f_{x,y,z}} die Vektorkomponenten in den räumlichen {\displaystyle x}-, {\displaystyle y}- und {\displaystyle z}-Richtungen. In dieser Form kann eine mögliche Ortsabhängigkeit der Scherviskosität infolge ihrer Temperaturabhängigkeit und Temperaturschwankungen im Fluid berücksichtigt werden.

#### Entdimensionalisierung
Die Navier-Stokes-Gleichungen können mit charakteristischen Maßen des gesamten Strömungsgebiets für die charakteristische Länge {\displaystyle L}, die durchschnittliche Geschwindigkeit {\displaystyle v_{\infty }} und die durchschnittliche Dichte {\displaystyle \rho _{\infty }} entdimensionalisiert werden. Damit entstehen die dimensionslosen Größen
{\displaystyle {\begin{aligned}{\vec {x}}^{\ast }:={\frac {\vec {x}}{L}},\quad \nabla ^{\ast }:=L\nabla ,\quad \Delta ^{\ast }:=L^{2}\Delta ,\quad {\vec {v}}^{\ast }:={\frac {\vec {v}}{v_{\infty }}},\quad \\t^{\ast }:={\frac {v_{\infty }t}{L}},\quad \rho ^{\ast }:={\frac {\rho }{\rho _{\infty }}},\quad p^{\ast }:={\frac {p}{\rho _{\infty }v_{\infty }^{2}}},\quad {\vec {f}}^{\ast }:={\frac {L{\vec {f}}}{\rho _{\infty }v_{\infty }^{2}}},\end{aligned}}}
die zu der dimensionslosen Impulsgleichung führen:
{\displaystyle \rho ^{\ast }\left({\frac {\partial {\vec {v}}^{\ast }}{\partial t^{\ast }}}+({\vec {v}}^{\ast }\cdot \nabla ^{\ast }){\vec {v}}^{\ast }\right)=-\nabla ^{\ast }p^{\ast }+{\frac {1}{\mathrm {Re} }}\Delta ^{\ast }{\vec {v}}^{\ast }+{\frac {1}{3\mathrm {Re} }}\nabla ^{\ast }(\nabla ^{\ast }\cdot {\vec {v}}^{\ast })+{\vec {f}}^{\ast }}
Darin charakterisiert die dimensionslose Reynolds-Zahl
{\displaystyle \mathrm {Re} ={\frac {L\rho _{\infty }v_{\infty }}{\mu }}}
die Strömung hinsichtlich des Verhältnisses von Trägheits- zu Scherkräften.
Bei Strömungen mit freier Oberfläche enthält die dimensionslose Kraftdichte {\displaystyle {\vec {f}}^{\ast }} die Froude-Zahl, die das Verhältnis von Trägheits- zu Schwerekräften charakterisiert.

#### Herleitung der Impulsgleichung
Die Chapman-Enskog-Entwicklung der Boltzmann-Gleichungen der kinetischen Gastheorie führt auf die Navier-Stokes-Gleichungen mit verschwindender Volumenviskosität, also für {\displaystyle \zeta =0}. Diese Entwicklung basiert auf einer Verteilungsfunktion, die nur von der Geschwindigkeit der Teilchen abhängt, also deren Rotationsdrehimpuls vernachlässigt. Dies ist in einatomigen Gasen bei niedrigem bis mittlerem Druck eine probate Annahme, gilt jedoch nicht mehr für mehratomige Gase. Die Chapman-Enskog-Entwicklung ist mathematisch so anspruchsvoll, dass sie hier nicht vorgestellt werden kann.
Im phänomenologischen kontinuumsmechanischen Ansatz ergeben sich die Navier-Stokes-Gleichungen mit Volumenviskosität wie folgt aus der Newton’schen Annahme der linearen Viskosität. Die Viskosität begründet sich aus dem Experiment, nach dem zur Aufrechterhaltung einer Scherströmung eine Kraft erforderlich ist, die, bezogen auf ihre Wirkfläche, einer Schubspannung entspricht. Im Fluid wirkt daneben auch noch der Druck, der eine gleichförmige Normalspannung in allen Raumrichtungen darstellt. Der Cauchy’sche Spannungstensor {\displaystyle {\boldsymbol {\sigma }}} fasst den Spannungszustand in einem Fluidelement zu einem mathematischen Objekt zusammen und seine Divergenz verkörpert gemäß
{\displaystyle {\vec {F}}=\int _{A}{\vec {s}}\,\mathrm {d} A=\int _{V}\operatorname {div} {\boldsymbol {\sigma }}\,\mathrm {d} V}
die Kraftwirkung im Fluid. Die Kraft {\displaystyle {\vec {F}}}, die mit flächenverteilten Kräften {\displaystyle {\vec {s}}} auf der Oberfläche {\displaystyle A} des Volumens {\displaystyle V} wirkt, ist das Volumenintegral über die Divergenz des Spannungstensors. Diese trägt demnach zur substantiellen Beschleunigung
{\displaystyle {\dot {\vec {v}}}:={\frac {\partial {\vec {v}}}{\partial t}}+({\vec {v}}\cdot \nabla ){\vec {v}}={\frac {\partial {\vec {v}}}{\partial t}}+{\vec {v}}\cdot (\nabla \otimes {\vec {v}})={\frac {\partial {\vec {v}}}{\partial t}}+(\nabla \otimes {\vec {v}})^{\top }\cdot {\vec {v}}={\frac {\partial {\vec {v}}}{\partial t}}+\operatorname {grad} ({\vec {v}})\cdot {\vec {v}}}
der Fluidelemente bei. Neben der Divergenz des Spannungstensors kann noch eine volumenverteilte Kraft {\displaystyle {\vec {f}}} wie die Schwerkraft auf ein Fluidelement wirken, und so ergibt sich mit der Dichte {\displaystyle \rho } das erste Cauchy-Euler’sche Bewegungsgesetz:
{\displaystyle \rho {\dot {\vec {v}}}=\operatorname {div} {\boldsymbol {\sigma }}+{\vec {f}}}
Ein newtonsches Fluid vermag Kräfte über den Druck im Fluid und über Spannungen zu übertragen, die von der räumlichen Änderung der Strömungsgeschwindigkeit abhängen und sich makroskopisch als Viskosität bemerkbar machen. Die räumliche Änderung der Strömungsgeschwindigkeit ist im Geschwindigkeitsgradient {\displaystyle \operatorname {grad} {\vec {v}}} zusammengefasst. Allerdings treten keine Spannungen bei einer starren Rotation auf, die vom schiefsymmetrischen Anteil des Geschwindigkeitsgradienten bemessen wird, siehe Kinematik in der Strömungsmechanik. Demnach trägt nur der symmetrische Anteil {\displaystyle \mathbf {d} } des Geschwindigkeitsgradienten, der Verzerrungsgeschwindigkeitstensor
{\displaystyle \mathbf {d} :={\frac {1}{2}}[\nabla \otimes {\vec {v}}+(\nabla \otimes {\vec {v}})^{\top }]={\frac {1}{2}}{\begin{pmatrix}2{\frac {\partial v_{x}}{\partial x}}&{\frac {\partial v_{x}}{\partial y}}+{\frac {\partial v_{y}}{\partial x}}&{\frac {\partial v_{x}}{\partial z}}+{\frac {\partial v_{z}}{\partial x}}\\&2{\frac {\partial v_{y}}{\partial y}}&{\frac {\partial v_{y}}{\partial z}}+{\frac {\partial v_{z}}{\partial y}}\\{\text{sym.}}&&2{\frac {\partial v_{z}}{\partial z}}\end{pmatrix}}}
zur Viskosität bei. In einem bezugssysteminvarianten Materialmodell der linearen Viskosität kann der Spannungstensor nur von {\displaystyle \mathbf {d} } und seiner linearen Hauptinvariante {\displaystyle \operatorname {Sp} (\mathbf {d} )} abhängen. Das Materialmodell der klassischen Materialtheorie für das linear viskose, isotrope Fluid lautet demgemäß:
{\displaystyle {\boldsymbol {\sigma }}=-p\mathbf {1} +\lambda \operatorname {Sp} (\mathbf {d} )\mathbf {1} +2\mu \mathbf {d} =-p\mathbf {1} +\zeta \operatorname {Sp} (\mathbf {d} )\mathbf {1} +2\mu \mathbf {d} ^{\rm {D}}}
Darin bezeichnet {\displaystyle p} den (statischen) Druck, {\displaystyle \mathbf {1} } den Einheitstensor, {\displaystyle \operatorname {Sp} } die Spur, das hochgestellte {\displaystyle {\rm {D}}} den Deviator, {\displaystyle \mu } die Scherviskosität, {\displaystyle \lambda } die erste Lamé-Konstante und {\displaystyle \zeta =\lambda +2\mu /3} die Volumenviskosität.
Einsetzen der Divergenz des Spannungstensors in das erste Cauchy-Euler’sche Bewegungsgesetz liefert die Navier-Stokes-Gleichungen.
| Beweis |
| Für das Cauchy-Euler’sche Bewegungsgesetz wird die Divergenz des Spannungstensors unter Ausnutzung von {\displaystyle {\begin{aligned}2\mathbf {d} =&\nabla \otimes {\vec {v}}+(\nabla \otimes {\vec {v}})^{\top }\\\operatorname {Sp} \mathbf {d} =&\nabla \cdot {\vec {v}}\end{aligned}}} und den Ableitungsregeln {\displaystyle {\begin{aligned}\nabla \cdot (f\mathbf {1} )=&\nabla f\\\nabla \cdot (\nabla \otimes {\vec {f}})=&(\nabla \cdot \nabla ){\vec {f}}=\Delta {\vec {f}}\\\nabla \cdot (\nabla \otimes {\vec {f}})^{\top }=&\nabla (\nabla \cdot {\vec {f}})\end{aligned}}} siehe Formelsammlung Tensoranalysis, bereitgestellt: {\displaystyle {\begin{aligned}\nabla \cdot {\boldsymbol {\sigma }}=&\nabla \cdot \left[-p\mathbf {1} +\lambda \operatorname {Sp} (\mathbf {d} )\mathbf {1} +2\mu \mathbf {d} \right]\\=&-\nabla p+\lambda \nabla (\nabla \cdot {\vec {v}})+\mu \nabla \cdot (\nabla \otimes {\vec {v}})+\mu \nabla \cdot (\nabla \otimes {\vec {v}})^{\top }\\=&-\nabla p+\mu \Delta {\vec {v}}+(\lambda +\mu )\nabla (\nabla \cdot {\vec {v}})\end{aligned}}} Darin ist {\displaystyle \Delta } der Laplace-Operator. Die Viskositätsparameter sind temperaturabhängig und die Temperatur ist insbesondere in Gasen örtlich variabel, was bei der Divergenzbildung zu berücksichtigen wäre. Das wurde hier (wie üblich) vernachlässigt. So entstehen die Navier-Stokes-Gleichungen {\displaystyle {\begin{aligned}\rho {\dot {\vec {v}}}=&-\nabla p+\mu \Delta {\vec {v}}+(\lambda +\mu )\nabla (\nabla \cdot {\vec {v}})+{\vec {f}}\\\rho {\dot {\vec {v}}}=&-\nabla p+\mu \Delta {\vec {v}}+{\vec {f}},\end{aligned}}} wobei die untere Gleichung Inkompressibilität (mit {\displaystyle \nabla \cdot {\vec {v}}=0}) voraussetzt. Für die Impulsdichte {\displaystyle {\vec {m}}=\rho {\vec {v}}} berechnet sich mit der Produktregel: {\displaystyle {\begin{aligned}{\frac {\partial {\vec {m}}}{\partial t}}={\frac {\partial (\rho {\vec {v}})}{\partial t}}=&{\frac {\partial \rho }{\partial t}}{\vec {v}}+\rho {\frac {\partial {\vec {v}}}{\partial t}}\\\nabla \cdot ({\vec {v}}\otimes {\vec {m}})=&\nabla \cdot ({\vec {m}}\otimes {\vec {v}})=(\nabla \cdot {\vec {m}}){\vec {v}}+({\vec {m}}\cdot \nabla ){\vec {v}}\\\rightarrow {\frac {\partial {\vec {m}}}{\partial t}}+\nabla \cdot ({\vec {v}}\otimes {\vec {m}})=&{\underline {{\frac {\partial \rho }{\partial t}}{\vec {v}}}}+\rho {\frac {\partial {\vec {v}}}{\partial t}}+{\underline {(\nabla \cdot {\vec {m}}){\vec {v}}}}+\rho ({\vec {v}}\cdot \nabla )\cdot {\vec {v}}=\rho {\dot {\vec {v}}}\end{aligned}}} Die unterstrichenen Terme entfallen wegen der Kontinuitätsgleichung {\displaystyle {\tfrac {\partial \rho }{\partial t}}+\nabla \cdot (\rho {\vec {v}})=0} und es entsteht die Gleichung für die Impulsdichte: {\displaystyle {\frac {\partial {\vec {m}}}{\partial t}}+\nabla \cdot ({\vec {v}}\otimes {\vec {m}})=-\nabla p+\mu \Delta {\vec {v}}+(\lambda +\mu )\nabla (\nabla \cdot {\vec {v}})+{\vec {f}}} |

Der Druck, die Dichte und der Verzerrungsgeschwindigkeitstensor {\displaystyle \mathbf {d} } sind objektiv, siehe Euklidische Transformation, werden also von verschiedenen Beobachtern in gleicher Weise wahrgenommen. Deshalb sind die Navier-Stokes-Gleichungen invariant gegenüber einer Galilei-Transformation.

### Navier-Stokes-Gleichungen für inkompressible Fluide

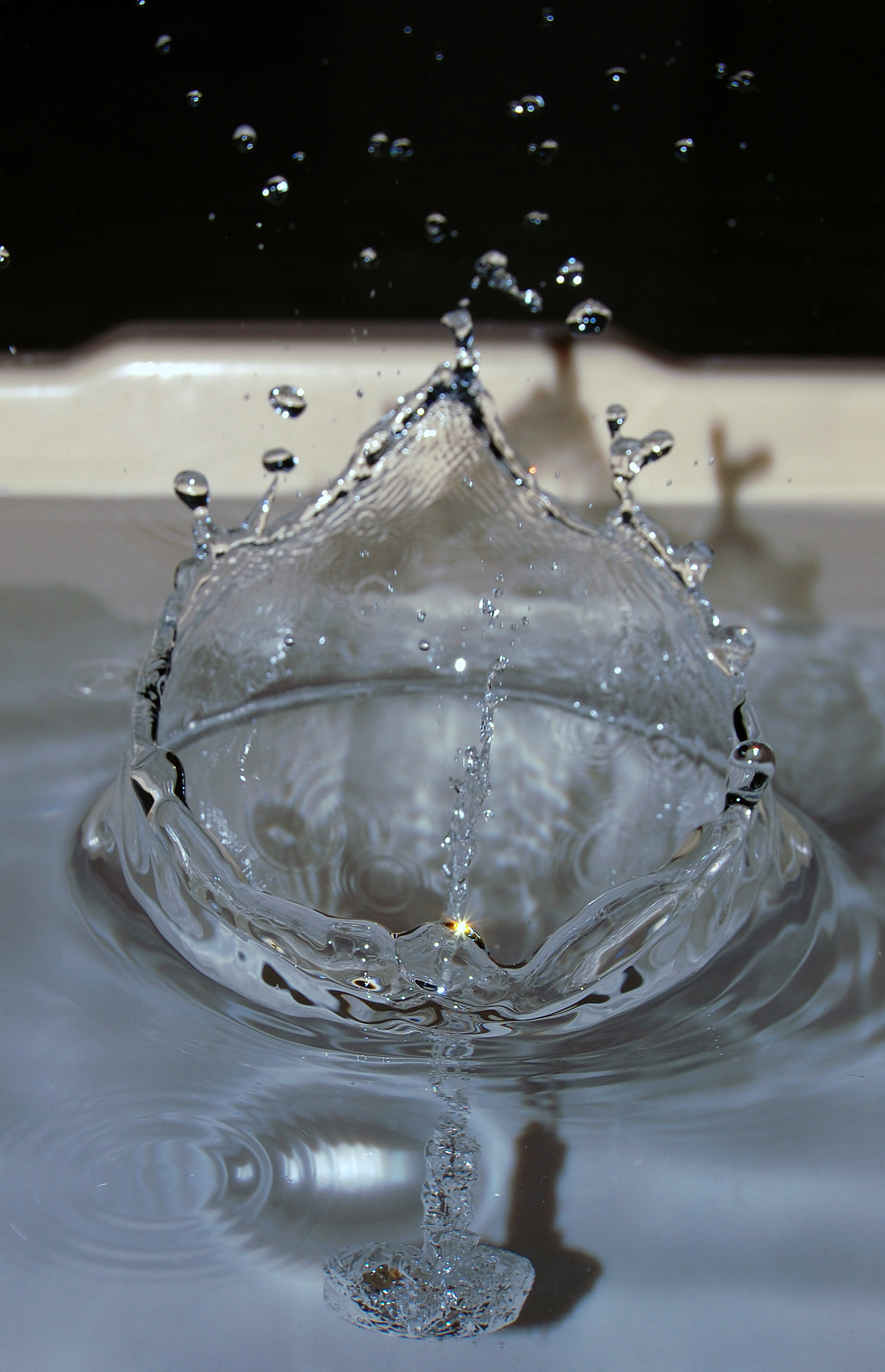
Flüssigkeiten können in guter Näherung als inkompressibel betrachtet werden

Falls sich die Dichte entlang von Teilchenbahnen nicht ändert, heißt die Strömung inkompressibel. Dies ist beispielsweise eine sinnvolle Annahme für Wasser oder Gase weit unterhalb der Schallgeschwindigkeit (Mach-Zahl < 0,3). Die Kontinuitätsgleichung vereinfacht sich zur Divergenzfreiheit des Geschwindigkeitsfeldes:
{\displaystyle \nabla \cdot {\vec {v}}=0}
Die Impulsgleichung vereinfacht sich zu:
{\displaystyle \rho \left({\frac {\partial {\vec {v}}}{\partial t}}+\left({\vec {v}}\cdot \nabla \right){\vec {v}}\right)=-\nabla p+\mu \Delta {\vec {v}}+{\vec {f}}}
Hierbei steht {\displaystyle p} für den physikalischen Druck, {\displaystyle {\vec {f}}} ist eine Volumenkraft bezogen auf das Einheitsvolumen und {\displaystyle \mu } ist die dynamische Viskosität. Damit wird eine inkompressible Strömung vollständig durch ein partielles Differentialgleichungssystem mit zwei Gleichungen für die zwei Größen Geschwindigkeit {\displaystyle {\vec {v}}} und Druck {\displaystyle p} in Abhängigkeit von Ort und Zeit beschrieben. Die Energieerhaltung wird nicht zum Schließen des Systems benötigt. Dieser Satz von Gleichungen wird auch als inkompressible Navier-Stokes-Gleichungen mit variabler Dichte bezeichnet. Anwendungsbeispiele für diese Gleichung sind Probleme der Ozeanographie, wenn Wasser unterschiedlichen Salzgehalts zwar inkompressibel ist, aber keine konstante Dichte hat.
In vielen praktischen Problemen ist die Strömung nicht nur inkompressibel, sondern hat sogar konstante Dichte. Hier kann man durch die Dichte dividieren und sie in die Differentialoperatoren einbeziehen:
{\displaystyle {\frac {\partial {\vec {v}}}{\partial t}}+({\vec {v}}\cdot \nabla ){\vec {v}}=-\nabla {\overline {p}}+\nu \Delta {\vec {v}}+{\overline {\vec {f}}}}
In dieser Gleichung steht {\displaystyle {\overline {p}}=p/\rho } für den Quotienten aus physikalischem Druck und Dichte und {\displaystyle {\overline {\vec {f}}}={\vec {f}}/\rho } ist eine Schwerebeschleunigung. Diese Größen stellen somit den Druck bzw. die Volumenkraft bezogen auf die Einheitsmasse dar. Die Größe {\displaystyle \nu =\mu /\rho } ist die kinematische Viskosität und bemisst den diffusiven Impulstransport.
Die zuletzt genannten Gleichungen werden in der Literatur auch als inkompressible Navier-Stokes-Gleichungen oder einfach nur als die Navier-Stokes-Gleichungen bezeichnet, weil sie die am besten untersuchten und in der Praxis am häufigsten benutzten sind. Zudem sind sie einfacher zu lösen als die Gleichungen für kompressible Fluide. Anwendbar sind die Gleichungen bei vielen wichtigen Strömungsproblemen, beispielsweise bei Luftströmungen weit unterhalb der Schallgeschwindigkeit (Mach-Zahl < 0,3), für Wasserströmungen sowie für flüssige Metalle. Sobald sich die Dichten der betrachteten Fluide jedoch stark ändern, wie zum Beispiel bei Überschallströmungen oder in der Meteorologie, stellen die Navier-Stokes-Gleichungen für inkompressible Fluide kein geeignetes Modell der Wirklichkeit mehr dar und müssen durch die vollständigen Navier-Stokes-Gleichungen für kompressible Fluide ersetzt werden.

#### Impulsgleichung bei Inkompressibilität in Komponenten
Die Vektorform der Gleichungen gelten in jedem Koordinatensystem. Hier sollen die Komponentengleichungen der Impulsgleichung bei Inkompressibilität in kartesischen, zylindrischen und sphärischen Koordinaten angegeben werden.
In einem kartesischen {\displaystyle xyz}-System schreibt sich die Impulsbilanz:
{\displaystyle {\begin{aligned}\rho {\frac {\mathrm {D} v_{x}}{\mathrm {D} t}}=&-{\frac {\partial p}{\partial x}}+\mu \Delta v_{x}+f_{x}\\\rho {\frac {\mathrm {D} v_{y}}{\mathrm {D} t}}=&-{\frac {\partial p}{\partial y}}+\mu \Delta v_{y}+f_{y}\\\rho {\frac {\mathrm {D} v_{z}}{\mathrm {D} t}}=&-{\frac {\partial p}{\partial z}}+\mu \Delta v_{z}+f_{z}\\{\frac {\mathrm {D} }{\mathrm {D} t}}=&{\frac {\partial }{\partial t}}+v_{x}{\frac {\partial }{\partial x}}+v_{y}{\frac {\partial }{\partial y}}+v_{z}{\frac {\partial }{\partial z}}\end{aligned}}}
Der Operator {\displaystyle {\tfrac {D}{\mathrm {D} t}}} steht für die Substantielle Ableitung.
In Zylinderkoordinaten ({\displaystyle R,\varphi ,z}) lauten die Gleichungen:
{\displaystyle {\begin{aligned}\rho \left({\frac {\mathrm {D} v_{R}}{\mathrm {D} t}}-{\frac {v_{\varphi }^{2}}{R}}\right)=&-{\frac {\partial p}{\partial R}}+\mu \left(\Delta v_{R}-{\frac {v_{R}}{R^{2}}}-{\frac {2}{R^{2}}}{\frac {\partial v_{\varphi }}{\partial \varphi }}\right)+f_{R}\\\rho \left({\frac {\mathrm {D} v_{\varphi }}{\mathrm {D} t}}+{\frac {v_{R}v_{\varphi }}{R}}\right)=&-{\frac {1}{R}}{\frac {\partial p}{\partial \varphi }}+\mu \left(\Delta v_{\varphi }-{\frac {v_{\varphi }}{R^{2}}}+{\frac {2}{R^{2}}}{\frac {\partial v_{R}}{\partial \varphi }}\right)+f_{\varphi }\\\rho {\frac {\mathrm {D} v_{z}}{\mathrm {D} t}}=&-{\frac {\partial p}{\partial z}}+\mu \Delta v_{z}+f_{z}\\{\frac {\mathrm {D} }{\mathrm {D} t}}=&{\frac {\partial }{\partial t}}+v_{R}{\frac {\partial }{\partial R}}+{\frac {1}{R}}v_{\varphi }{\frac {\partial }{\partial \varphi }}+v_{z}{\frac {\partial }{\partial z}}\end{aligned}}}
In Kugelkoordinaten ({\displaystyle r,\varphi ,\theta }) lauten die Gleichungen:
{\displaystyle {\begin{aligned}\rho \left({\frac {\mathrm {D} v_{r}}{\mathrm {D} t}}-{\frac {v_{\varphi }^{2}+v_{\theta }^{2}}{r}}\right)=&-{\frac {\partial p}{\partial r}}+\mu \left[\Delta v_{r}-{\frac {2}{r^{2}}}\left(v_{r}+{\frac {\partial v_{\theta }}{\partial \theta }}+v_{\theta }\cot \theta +{\frac {1}{\sin \theta }}{\frac {\partial v_{\varphi }}{\partial \varphi }}\right)\right]+f_{r}\\\rho \left({\frac {\mathrm {D} v_{\varphi }}{\mathrm {D} t}}+{\frac {v_{r}v_{\varphi }+v_{\varphi }v_{\theta }\cot \theta }{r}}\right)=&-{\frac {1}{r\sin \theta }}{\frac {\partial p}{\partial \varphi }}+\mu \left[\Delta v_{\varphi }+{\frac {1}{r^{2}\sin ^{2}\theta }}\left(-v_{\varphi }+2{\frac {\partial v_{r}}{\partial \varphi }}+2{\frac {\partial v_{\theta }}{\partial \varphi }}\cos \theta \right)\right]+f_{\varphi }\\\rho \left({\frac {\mathrm {D} v_{\theta }}{\mathrm {D} t}}+{\frac {v_{r}v_{\theta }-v_{\varphi }^{2}\cot \theta }{r}}\right)=&-{\frac {1}{r}}{\frac {\partial p}{\partial \theta }}+\mu \left[\Delta v_{\theta }+{\frac {2}{r^{2}}}\left({\frac {\partial v_{r}}{\partial \theta }}-{\frac {v_{\theta }}{\sin ^{2}\theta }}-{\frac {\cos \theta }{r^{2}\sin ^{2}\theta }}{\frac {\partial v_{\varphi }}{\partial \varphi }}\right)\right]+f_{\theta }\\{\frac {\mathrm {D} }{\mathrm {D} t}}=&{\frac {\partial }{\partial t}}+v_{r}{\frac {\partial }{\partial r}}+{\frac {v_{\varphi }}{r\sin \theta }}{\frac {\partial }{\partial \varphi }}+{\frac {v_{\theta }}{r}}{\frac {\partial }{\partial \theta }}\end{aligned}}}

### Navier-Stokes-Gleichungen für kompressible Fluide
Für kompressible Gase werden die obigen Impulsgleichungen um die Energiebilanz und die Zustandsgleichung eines idealen Gases erweitert. Der komplette Satz an Gleichungen besteht also aus der Kontinuitätsgleichung (Massenerhaltung), Impulsbilanz (Impulserhaltung), Energiebilanz (Energieerhaltung) und einer Zustandsgleichung. Die in Klammern angegebenen Gesetze gelten in abgeschlossenen Systemen, aber an einem Fluidteilchen sind die ein- und ausgehenden Flüsse zu bilanzieren, was auf Bilanzgleichungen führt, die unter Strömungsmechanik nachzuschlagen sind. Unter der Annahme, dass die Dichte entlang der Teilchenbahnen konstant ist, entstehen wieder die Gleichungen für inkompressible Fluide.
Im Folgenden bedeutet {\displaystyle \partial _{t}} die Ableitung einer Größe nach der Zeit und {\displaystyle \nabla } ist der Nabla-Operator, der die Ableitung nach dem Ort bildet, also je nach Verknüpfung die Divergenz oder den Gradient, und {\displaystyle x_{i}~(i=1,2,3)} sind die drei Ortskoordinaten in einem kartesischen Koordinatensystem. Die angegebenen Bilanzgleichungen führen in abgeschlossenen Systemen zu Erhaltungsgleichungen.

#### Massenerhaltung
Die Kontinuitätsgleichung entspricht der Massenerhaltung und wird hier mit der Impulsdichte {\displaystyle {\vec {m}}=\rho {\vec {v}}} formuliert:
{\displaystyle {\frac {\partial \rho }{\partial t}}+\nabla \cdot {\vec {m}}=0}

#### Impulserhaltung
Die Impulsbilanz entspricht der Impulserhaltung und lautet in Indexschreibweise
{\displaystyle \rho {\dot {v}}_{i}:=\partial _{t}m_{i}+\sum _{j=1}^{3}\partial _{x_{j}}m_{i}v_{j}=-\partial _{x_{i}}p+\sum _{j=1}^{3}\partial _{x_{j}}S_{ij}+f_{i}\qquad (i=1,2,3),}
wobei {\displaystyle \delta _{ij}} das Kronecker-Delta und
{\displaystyle S_{ij}=\mu (\partial _{x_{j}}v_{i}+\partial _{x_{i}}v_{j})+\lambda \delta _{ij}\sum _{k=1}^{3}\partial _{x_{k}}v_{k}\qquad (i,j=1,2,3)}
der Reibtensor oder viskose Spannungstensor sind. Der Materialparameter {\displaystyle \mu } ist die dynamische Viskosität, {\displaystyle \lambda } die erste Lamé-Konstante und {\displaystyle f_{i}} ist die {\displaystyle i}-te Komponente des Volumenkraftvektors. In der alternativen koordinatenfreien Schreibweise lautet die Impulsbilanz
{\displaystyle \rho {\dot {\vec {v}}}={\frac {\partial {\vec {m}}}{\partial t}}+\nabla \cdot ({\vec {v}}\otimes {\vec {m}})=\nabla \cdot \left(-p\mathbf {1} +\mathbf {S} \right)+{\vec {f}},}
wobei
{\displaystyle \mathbf {S} =\mu \left[(\nabla \otimes {\vec {v}})^{\top }+\nabla \otimes {\vec {v}}\right]+\lambda (\nabla \cdot {\vec {v}})\mathbf {1} =2\mu \mathbf {d} +\lambda \operatorname {Sp} (\mathbf {d} )\mathbf {1} }
der viskose Spannungstensor, {\displaystyle \mathbf {d} } der Verzerrungsgeschwindigkeitstensor, der der symmetrische Anteil des Geschwindigkeitsgradienten {\displaystyle (\nabla \otimes {\vec {v}})^{\top }} ist und die Spur {\displaystyle \operatorname {Sp} (\mathbf {d} )=\nabla \cdot {\vec {v}}} besitzt, {\displaystyle -p\mathbf {1} +\mathbf {S} ={\boldsymbol {\sigma }}} der Spannungstensor, 1 der Einheitstensor und {\displaystyle \otimes } das dyadische Produkt ist, siehe #Herleitung der Impulsgleichung oben.

#### Energieerhaltung
Die Energiebilanz am Fluidteilchen im Schwerefeld der Erde lautet
{\displaystyle \partial _{t}\rho E+\nabla \cdot (H{\vec {m}})=\nabla \cdot (\mathbf {S} \cdot {\vec {v}}-{\vec {W}})+q-\rho {\vec {v}}\cdot {\vec {g}},}
wobei {\displaystyle {\vec {g}}} die Schwerebeschleunigung und
{\displaystyle H=e+{\frac {p}{\rho }}}
die Enthalpie pro Einheitsmasse ist. Das negative Vorzeichen vor der Schwerebeschleunigung resultiert aus dem abwärts gerichteten Vektor {\displaystyle {\vec {g}}}, sodass in einer aufwärts führenden Strömung potentielle Energie hinzu gewonnen wird. Der Wärmefluss {\displaystyle {\vec {W}}} kann mittels des Wärmeleitkoeffizienten {\displaystyle \kappa } als
{\displaystyle {\vec {W}}=-\kappa \nabla T}
geschrieben werden. Mit dem Quellterm {\displaystyle q} kann beispielsweise die Absorption und Emission von Wärme aus Treibhausgasen infolge von Einstrahlung beschrieben werden. Die totale Energie pro Einheitsmasse {\displaystyle E} ist die Summe von innerer ({\displaystyle e}), kinetischer und potentieller Energie, sie lässt sich (mit der Höhe {\displaystyle h}) also schreiben als
{\displaystyle E=e+{\frac {1}{2}}|{\vec {v}}|^{2}+h|{\vec {g}}|.}

#### Thermodynamische Zustandsgleichungen
Für die Lösung des vollständigen Systems werden weitere Gleichungen benötigt, da mit {\displaystyle \{\rho ,v_{1},v_{2},v_{3},e,p,T\}} mehr unbekannte Variablen als Gleichungen zur Verfügung stehen.
Die kalorische Zustandsgleichung wird benötigt, um den Druck {\displaystyle p} mit der Dichte {\displaystyle \rho } und inneren Energie {\displaystyle e} zu verknüpfen:
{\displaystyle {\begin{aligned}p&=p(\rho ,e),\\[0.5em]p&=(\gamma -1)\rho e,\\p&=(\gamma -1)\rho \left(E-{\frac {1}{2}}|{\textbf {v}}|^{2}-h|{\vec {g}}|\right).\end{aligned}}}
Die thermische Zustandsgleichung wird benötigt, um die Größen Dichte {\displaystyle \rho }, Druck {\displaystyle p} und Temperatur {\displaystyle T} miteinander in Verbindung zu setzen. Hier wird meist das ideale Gasgesetz verwendet, wobei je nach Fragestellung auch erweiterte Gasgesetze möglich sind:
{\displaystyle T=T(\rho ,p)={\frac {p}{\rho R}}}.
Oft geht man zusätzlich von einem perfekten Gas mit konstanter spezifischer Wärmekapazität {\displaystyle c_{v}} aus. Dann vereinfacht sich die Integration der kalorischen Zustandsgleichung wie folgt:
{\displaystyle {\begin{aligned}e&=\int _{T_{0}}^{T}c_{v}(\tau )\,\mathrm {d} \tau =c_{v}\int _{0}^{T}\,\mathrm {d} \tau ,\\e&=c_{v}T={\frac {RT}{\gamma -1}}={\frac {p}{\rho \cdot (\gamma -1)}}.\end{aligned}}}
In beiden Fällen hängen der Isentropenexponent {\displaystyle \gamma } und die Gaskonstante {\displaystyle R} durch den spezifischen Wärmekoeffizienten für konstanten Druck {\displaystyle c_{p}} respektive konstantes Volumen {\displaystyle c_{v}} durch {\displaystyle \gamma ={\frac {c_{p}}{c_{v}}}} und {\displaystyle R=c_{p}-c_{v}} zusammen.

### Randbedingungen
Ein wesentlicher Punkt bei den Navier-Stokes-Gleichungen ist die experimentell sehr gut nachgewiesene Haftbedingung (No-Slip-Bedingung), bei der an einer Wand sowohl in Normalenrichtung als auch insbesondere in tangentialer Richtung als Relativgeschwindigkeit Null vorgeschrieben werden. Die Fluidteilchen kleben also an der Wand. Dies führt zur Bildung einer Grenzschicht, die für wesentliche, nur durch die Navier-Stokes-Gleichungen modellierte Phänomene verantwortlich ist. Nur wenn die freie Weglänge bewegter Moleküle sehr viel größer ist als die charakteristische Länge der Geometrie (z. B. für Gase mit extrem niedrigen Dichten oder Strömungen in extrem engen Spalten) ist diese Bedingung nicht mehr sinnvoll.
Durch dynamische (also Kraft-) Randbedingungen auf einer Fläche wird die Fläche im Allgemeinen deformiert und die Strömung folgt ihr. Zum Problem gehört dann die Bestimmung der Fläche dazu. Sie ergibt sich aus der Vorgabe des Flächenkraft- oder Spannungsvektors {\displaystyle {\vec {s}}_{0}} für alle Punkte auf der Fläche und der Tatsache, dass die Fläche eine materielle Fläche ist, denn Flächenkräfte können nur auf Fluidteilchen aufgebracht werden. Auf der Fläche gilt also {\displaystyle {\vec {s}}_{0}={\boldsymbol {\sigma }}\cdot {\hat {n}}}, wobei {\displaystyle {\hat {n}}} der Normaleneinheitsvektor der Fläche ist und sich der Spannungstensor aus der Materialgleichung {\displaystyle {\boldsymbol {\sigma }}=-p\mathbf {1} +\lambda \operatorname {Sp} (\mathbf {d} )\mathbf {1} +2\mu \mathbf {d} } berechnet. Zumeist, vor allem im technischen Bereich wie z. B. am Auslass eines durchströmten Rohres, ist die Fläche bekannt, was die Aufgabenstellung erheblich vereinfacht.
Bei entsprechend kleinskaligen Strömungen ist die Oberflächenspannung zu berücksichtigen, die nach der Young-Laplace-Gleichung von der Krümmung der Oberfläche abhängt. Bei schwacher Krümmung entsteht für den Druck an der Oberfläche die Gleichung
{\displaystyle p(x,y,z=h)=p_{0}-\gamma \left({\frac {\partial ^{2}h(x,y)}{\partial x^{2}}}+{\frac {\partial ^{2}h(x,y)}{\partial y^{2}}}\right).}
Hier ist {\displaystyle p_{0}} der vorgegebene Druck auf der Fläche {\displaystyle h}, die hier die Flächenparameter {\displaystyle x} und {\displaystyle y} besitzt, und {\displaystyle \gamma } ist ein Parameter, der die Stärke der Oberflächenspannung skaliert.
Zusätzlich muss gegebenenfalls am Rand noch entweder eine Temperatur oder ein Wärmefluss vorgeschrieben werden.

## Lösungsansätze

### Theoretische Lösung
Es ist bis heute nicht gelungen, die Existenz globaler Lösungen nachzuweisen. Mathematiker wie P.-L. Lions (siehe Literaturliste) betrachten im Wesentlichen den wichtigen Spezialfall der inkompressiblen Navier-Stokes-Gleichungen. Während hier für den zweidimensionalen Fall unter anderem von Olga Alexandrowna Ladyschenskaja, Roger Temam und Ciprian Foias bereits weitreichende Existenz-, Eindeutigkeits- und Regularitätsaussagen bewiesen werden konnten, gibt es bislang keine Resultate für den allgemeinen dreidimensionalen Fall, da hier einige fundamentale Einbettungssätze für sogenannte Sobolevräume nicht mehr eingesetzt werden können. Allerdings gibt es für endliche Zeiten oder spezielle, insbesondere kleine, Anfangsdaten auch im dreidimensionalen Fall – vor allem für schwache Lösungen – Existenz- und Eindeutigkeitsaussagen. Den Fall schwacher Lösungen der Navier-Stokes-Gleichungen auch in drei Dimensionen behandelte Jean Leray 1934. Er zeigte, dass die von ihm eingeführten schwachen Lösungen kein pathologisches Verhalten in zwei Dimensionen zeigen (keine Divergenz (blow up) in endlicher Zeit) und somit global in der Zeit existieren. Allerdings zeigten Untersuchungen von Tristan Buckmaster und Vlad Vicol, dass bei einer anderen Art schwacher Lösungen (schwächer als die Definition von Leray) die Navier-Stokes-Gleichungen in drei Dimensionen pathologisches Verhalten (Mehrdeutigkeit) zeigen.
Das Problem des allgemeinen, inkompressiblen Existenzbeweises in drei Dimensionen gehört laut dem Clay Mathematics Institute zu den wichtigsten ungelösten mathematischen Problemen zur Zeit der Jahrtausendwende.
In der Praxis gewinnt man analytische Lösungen, indem man die physikalischen Modelle/Randbedingungen vereinfacht (Spezialfälle). Besondere Schwierigkeit bereitet hier die Nichtlinearität der konvektiven Beschleunigung {\displaystyle ({\vec {v}}\cdot \nabla ){\vec {v}}}. Nützlich ist hierbei die Darstellung mit Hilfe der Vortizität {\displaystyle {\vec {\omega }}=\nabla \times {\vec {v}}=\operatorname {rot} \;{\vec {v}}}:
{\displaystyle ({\vec {v}}\cdot \nabla ){\vec {v}}={\frac {1}{2}}\nabla (\|{\vec {v}}\|)^{2}-{\vec {v}}\times {\vec {\omega }}}
Geschlossene analytische Lösungen existieren fast nur für Fälle, in denen der zweite Term verschwindet. Dies ist bei der Annahme, dass bei 3-dimensionalen Strömungen die Wirbel sich immer entlang der Stromlinie ausbilden (nach dem Helmholtz-Wirbelsatz), also für {\displaystyle {\vec {\omega }}\|{\vec {v}}} der Fall. Diese Annahme trifft aber nicht bei allen realen Strömungen zu. Eine analytische Lösung mit {\displaystyle {\vec {\omega }}\bot {\vec {v}}} liegt im Hamel-Oseenschen-Wirbel vor.
Die Navier-Stokes-Gleichungen sind ein wichtiges Anwendungsfeld der numerischen Mathematik (die Theorie beschäftigt sich mit Existenz und Eindeutigkeit von Lösungen; in aller Regel gibt es jedoch keine geschlossenen Lösungsformeln). Der Teilbereich, der sich mit der Konstruktion numerischer Näherungsverfahren für die Navier-Stokes-Gleichungen beschäftigt, ist die numerische Strömungsmechanik oder Computational Fluid Dynamics (CFD).

### Numerische Lösung

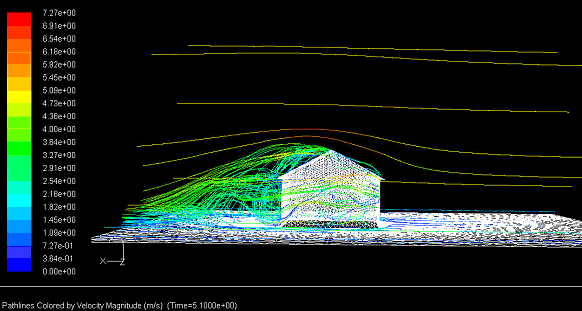
Visualisierung der numerischen Berechnung der Windströmung um ein Haus

Bei der numerischen Lösung der Navier-Stokes-Gleichungen kommen Verfahren der numerischen Strömungsmechanik zum Einsatz. Als Diskretisierungen werden Finite-Differenzen-, Finite-Elemente- und Finite-Volumen-Verfahren sowie für spezielle Aufgabenstellungen auch Spektralmethoden und weitere Techniken verwendet. Die Gitter müssen, um die Grenzschicht korrekt auflösen zu können, in Normalenrichtung nahe der Wand extrem fein aufgelöst sein. In Tangentialrichtung wird darauf verzichtet, sodass die Zellen an der Wand extrem große Seitenverhältnisse haben.
Die feine Auflösung erzwingt wegen der Einhaltung der CFL-Bedingung bei expliziter Zeitintegration extrem kleine Zeitschritte. Deswegen werden in der Regel implizite Verfahren eingesetzt. Wegen der Nichtlinearität des Gleichungssystems muss das System iterativ (z. B. mit Mehrgitter- oder Newton-Verfahren) gelöst werden. Die Kombination aus Impuls- und Kontinuitätsgleichung bei den inkompressiblen Gleichungen weist eine Sattelpunktstruktur auf, die hierbei ausgenutzt werden kann.
Ein einfaches Modell zur Simulation von Flüssigkeiten, das im hydrodynamischen Limit die Navier-Stokes-Gleichung erfüllt, ist das FHP-Modell. Dessen Weiterentwicklung führt auf die Lattice-Boltzmann-Methoden, die besonders im Kontext der Parallelisierung zur Ausführung auf Supercomputern attraktiv sind.
Im Bereich der Computergrafik wurden mehrere numerische Lösungsverfahren verwendet, bei denen durch bestimmte Annahmen eine Echtzeit-Darstellung erreicht werden kann, wobei jedoch teilweise die physikalische Korrektheit nicht immer gewahrt ist. Ein Beispiel hierfür ist das von Jos Stam entwickelte „Stable-Fluids“-Verfahren. Hierbei wurde die Chorin’sche Projektionsmethode für den Bereich der Computergrafik verwendet.

### Berechnung turbulenter Strömungen

Visualisierung der Large-Eddy-Simulation einer Kármánschen Wirbelstraße

Um turbulente Strömungen zu berechnen, können die Navier-Stokes-Gleichungen direkt numerisch berechnet werden. Jedoch erzwingt die Auflösung der einzelnen Turbulenzen ein sehr feines Gitter, sodass dies nur in der Forschung unter Zuhilfenahme von Supercomputern und bei kleinen Reynolds-Zahlen wirtschaftlich ist.
In der Praxis hat sich die Lösung der Reynolds-Gleichungen durchgesetzt. Hier ist jedoch ein Turbulenzmodell nötig, um das Gleichungssystem zu schließen.
Als Mittelweg gilt die Large Eddy Simulation, die zumindest die großen Wirbel direkt numerisch berechnet und erst die kleinen Skalen über ein Turbulenzmodell simuliert.
Eine viel untersuchte Konvektion, die sich mit der Navier-Stokes-Gleichung beschreiben lässt, ist die Rayleigh-Bénard-Konvektion. Sie ist ein wichtiges Beispiel für selbstorganisierende Strukturen und die Chaostheorie.

## Vereinfachungen
Auf Grund der schwierigen Lösbarkeitseigenschaften der Navier-Stokes-Gleichungen wird man in den Anwendungen (soweit dies physikalisch sinnvoll ist) versuchen, vereinfachte Versionen der Navier-Stokes-Gleichungen zu betrachten.

### Euler-Gleichungen
Wird die Viskosität vernachlässigt ({\displaystyle \eta =\lambda =0}), so erhält man die Euler-Gleichungen (hier für den kompressiblen Fall)
{\displaystyle \rho {\frac {\partial {\vec {v}}}{\partial t}}+\rho ({\vec {v}}\cdot \nabla ){\vec {v}}=-\nabla p+{\vec {f}}.}
Die Euler-Gleichungen für kompressible Fluide spielen insbesondere in der Aerodynamik eine Rolle als Approximation der vollen Navier-Stokes-Gleichungen.

### Stokes-Gleichung
Eine andere Art von Vereinfachungen ist zum Beispiel in der Geodynamik üblich, wo der Mantel der Erde (oder anderer terrestrischer Planeten) als eine extrem zähe Flüssigkeit behandelt wird (schleichende Strömung). In dieser Näherung ist die Diffusivität des Impulses, d. h. die kinematische Viskosität, viele Größenordnungen höher als die thermische Diffusivität, und der Trägheitsterm kann vernachlässigt werden. Führt man diese Vereinfachung in die stationäre Navier-Stokes-Impulsgleichung ein, erhält man die Stokes-Gleichung:
{\displaystyle -\nabla p+\mu \cdot \Delta {\vec {v}}+{\vec {f}}=0}
Wendet man die Helmholtz-Projektion {\displaystyle P} auf die Gleichung an, verschwindet der Druck in der Gleichung:
{\displaystyle \mu \cdot P\Delta {\vec {v}}+{\tilde {\vec {f}}}=0}
mit {\displaystyle {\tilde {\vec {f}}}=P{\vec {f}}}.
Dies hat den Vorteil, dass die Gleichung nur noch von {\displaystyle {\vec {v}}} abhängt. Die ursprüngliche Gleichung erhält man mit
{\displaystyle \nabla p=(\operatorname {Id} -P)(\Delta {\vec {v}}+f),}
{\displaystyle P\Delta } wird auch Stokes-Operator genannt.
Andererseits haben Geomaterialien eine komplizierte Rheologie, die dazu führt, dass die Viskosität nicht als konstant angesehen wird. Für den inkompressiblen Fall ergibt dies:
{\displaystyle -\nabla p+\nabla \cdot \{\mu [\nabla {\vec {v}}+(\nabla {\vec {v}})^{\mathrm {T} }]\}+{\vec {f}}=0}

### Boussinesq-Approximation
Für gravitationsabhängige Strömungen mit kleinen Dichtevariationen und nicht zu großen Temperaturschwankungen wird häufig die Boussinesq-Approximation verwendet.

## Stochastische Navier-Stokes-Gleichungen
Die stochastischen Navier-Stokes-Gleichungen mit additivem gaußschen Rauschen sind definiert als
{\displaystyle {\begin{aligned}\mathrm {d} V_{t}&=[-\nabla p_{t}+\mu \Delta V_{t}-(V_{t}\cdot \nabla )V_{t}+f_{t}]\mathrm {d} t+b(V_{t})\mathrm {d} W_{t}\\\operatorname {div} V&=0\end{aligned}}}
Der Term in der eckigen Klammer repräsentiert die Navier-Stokes-Gleichungen bei Inkompressibilität und der folgende Term einen stochastischen Einfluss wie zum Beispiel weißes Rauschen. Dieser Ansatz ist zur Jahrtausendwende Gegenstand reger Forschungsaktivität.